# Motim da Granja de San Ildefonso
Revolta da Granja ou Motim da Granja de Santo Ildefonso designa um levantamento popular que ocorreu no Verão de 1836, quando Francisco Javier de Istúriz era Presidente do Conselho de Ministros de Espanha, sendo regente a infanta María Cristina de Borbón.